# スパイス・アップ・ユア・ライフ
「スパイス・アップ・ユア・ライフ」(Spice Up Your Life)は、スパイス・ガールズの楽曲。2枚目のアルバム『スパイスワールド』からの最初のシングルで、1997年10月13日にイギリスで、同月21日に全米でリリースされた。

## 解説
スパイス・ガールズにとって初のコンサート、イスタンブールで行われた公演でこの曲は初披露された。作詞作曲はデビュー・アルバム『スパイス』でもおなじみのマット・ロウとリチャード・スタッナード、そしてスパイス・ガールズのメンバー全員が行った。サルサやサンバなどラテン風味を感じさせるこの曲にはメンバー全員にソロ・パートがある。
多大な予算のもと製作されたミュージック・ビデオは映画『ブレードランナー』の影響を受けており、「未来的な乗り物に乗り、スパイス・ガールズが社会のすべてを支配している」という設定である。
2023年の映画『バービー』で使用された事により、Spotifyでの再生回数が150%増加した。

## チャート・パフォーマンス
リリースは1週間遅れた。発売を予定していた同じ週にエルトン・ジョンの「キャンドル・イン・ザ・ウインド (Candle In The Wind 1997)」 もリリースされる予定であり、またこの曲はその2ヶ月前に亡くなったダイアナ元妃に捧げる曲ということもあり、1週間遅らせて「スパイス・アップ・ユア・ライフ」をリリースした。結果的には2曲とも大ヒットを記録し、「スパイス・アップ・ユア・ライフ」はスパイス・ガールズにとって5枚目のナンバー1ソングである。また、オーストラリアではチャート8位をマークした。しかしアメリカではそれほどヒットには至らなかった、それでもBillboard Hot 100では18位をマークした。イギリスでの売り上げは80万枚を記録。

## トラックリスト
- UK 1

1. Spice Up Your Life (Stent Radio Mix) - 2:53
2. Spice Up Your Life (Morales Radio Mix) - 2:48
3. Spice Up Your Life (Stent Radio Instrumental) - 2:53
4. Spice Invaders - 3:38

- UK CD2

1. Spice Up Your Life (Stent Radio Mix) - 2:53
2. Spice Up Your Life (Morales Carnival Club Mix) - 11:30
3. Spice Up Your Life (Murk Club Mix) - 8:05